# معجون اللوز
يصنع معجون (بالإنجليزية: Almond paste) اللوز من اللوز المطحون أو دقيق اللوز والسكر بمقادير متساوية مع كميات صغيرة من زيت الطهي والبيض المخفوق وقشدة مكثفة وشراب الذرة التي تضاف لتماسك الخليط وهي قريبة من المرزبانية. يستخدم معجون اللوز كحشوة في المعجنات ولكن يمكن أن توجد في الشوكولاتة أيضا. يضاف المشمش المطحون وإضافة بذور الخوخ أحيانا إلى معجون اللوز المصنع تجاريا لإبقاء التكلفة منخفضة وأيضا تعرف باسم persipan.

## الاستخدامات

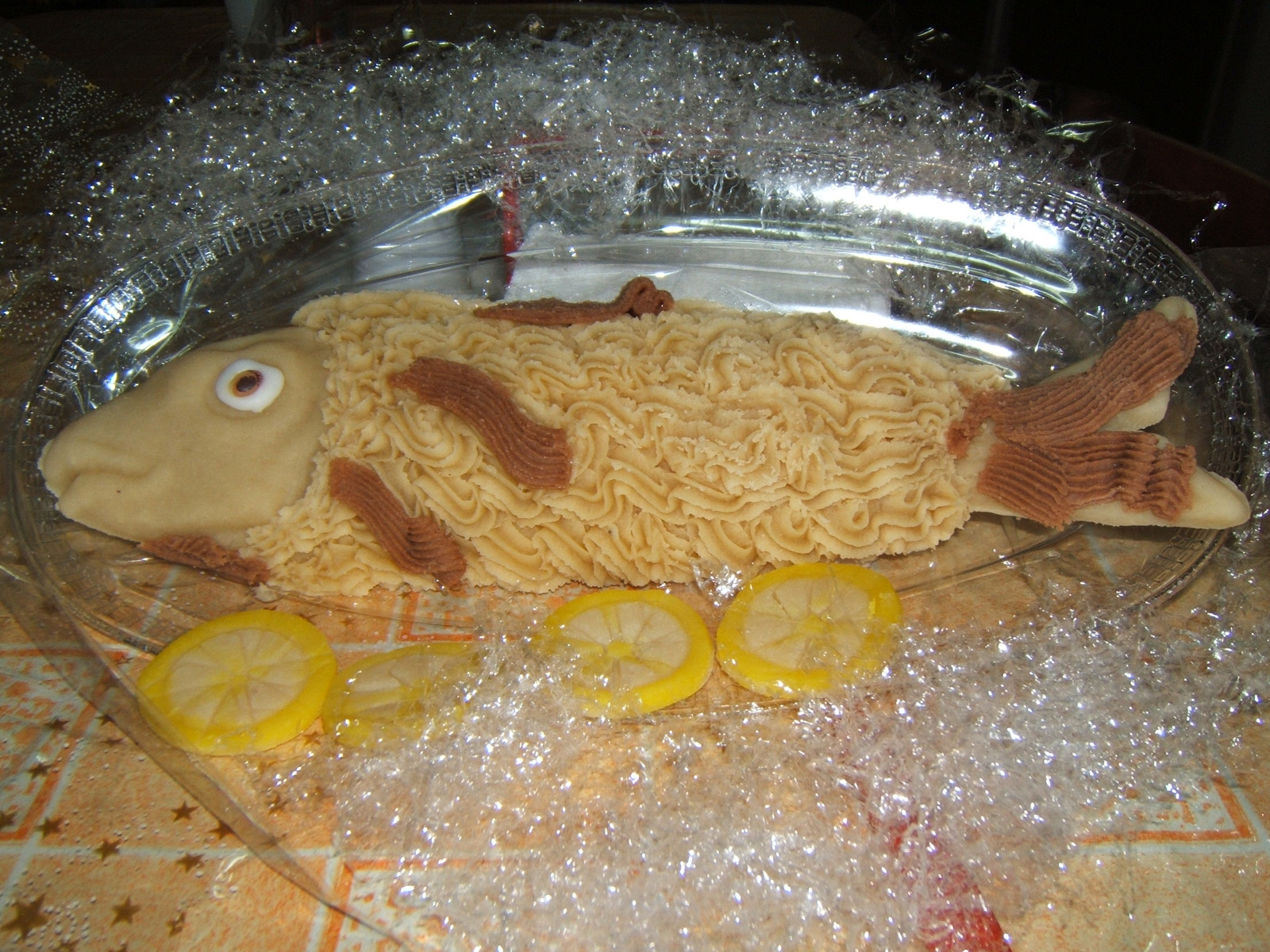
سمكة معجون اللوز (طعام سالنتي تقليدي في رأس السنة)

يستخدم معجون اللوز كحشوة للمعجنات في العديد من الثقافات المختلفة. ويعد مكونا رئيسيا لمعجنات مخلب الدب الأمريكية. ويستخدم معجون اللوز في المعجنات والبسكويت في إسكندنافيا على نطاق واسع ويستخدم أيضاً في صنع البسكويت والكعك وخبز الحليب التي تعرف باسم mandelmasssa في السويد. وكحشوة لمعجنات فصل الربيع التي تدعى semla وتستعمل في حلويات عيد الفصح وعيد الميلاد.
يستخدم معجون اللوز في العديد من المعجنات في الدنمارك التي تدعى marcipan أو Mandelmasse فعلى سبيل المثال فإنها تستخدم كحشوة للمعجنات الدنماركية التقليدية التي تدعى kringle .
يستعمل معجون اللوز (الذي يسمى ب amandelspijs) في هولندا في gevulde speculaas التي هي عبارة عن (بسكويت بني لاذع محشو). يستخدم معجون اللوز كحشوة لخبز الفواكه في عيد رأس السنة الذي يدعى Kreststol التي تأكل بشكل تقليدي في فطور رأس السنة. يستعمل معجون اللوز أيضا في المعجنات والحلويات في ألمانيا. يعرف معجون اللوز باسم Marzipanrohmasse وعلى سبيل المثال فإنه يباع باسم Lübecker Edelmarzipan أو بعبارة أخرى "مرزبانية عالية الجودة من لوبيك"

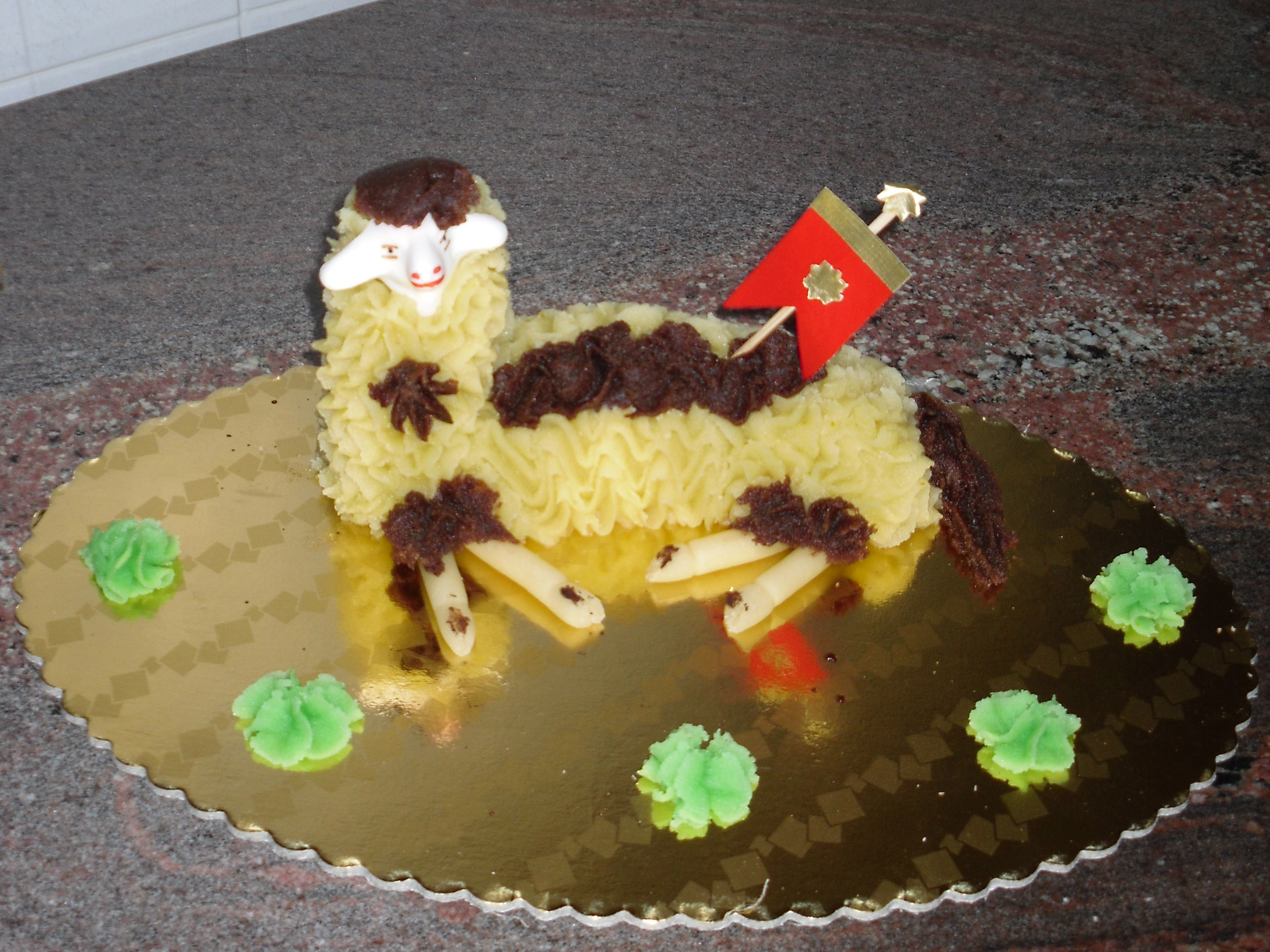
حمل معجون اللوز (طعام سالنتي تقليدي في عيد الفصح)

يعد معجون اللوز مكونا رئيسيا في حلوى calisson الفرنسية التقليدية في مدينة آكس أون بروفانس وتستخدم أيضاً كحشوة لكرواسان اللوز. يعد معجون اللوز بشكل تقليدي في مدينة أدرنة التركية التي كانت فيما مضى عاصمة الإمبراطورية العثمانية وكانت حلقومة ملكية تستهلك عادة في بلاط الملك خلال العهد العثماني للتاريخ التركي وهو يباع الآن في محلات الحلقوم المتواجدة في إسطنبول وأدرنة.